# Sertaneja
Sertaneja è un comune del Brasile nello Stato del Paraná, parte della mesoregione del Norte Pioneiro Paranaense e della microregione di Cornélio Procópio.
Dal novembre 2013 fa parte della Regione Metropolitana di Londrina. Nel 2018 la sua popolazione era di 5.355 abitanti.